# Liu Xiaobo (taekwondo)
Liu Xiaobo (en chino: 刘哮波; Pekín, 16 de enero de 1984) es un deportista chino que compitió en taekwondo. 
Participó en los Juegos Olímpicos de Londres 2012, obteniendo una medalla de bronce en la categoría de +80 kg. En los Juegos Asiáticos de 2006 consiguió una medalla de bronce.
Ganó dos medallas en el Campeonato Asiático de Taekwondo, oro en 2008 y plata en 2012.

## Palmarés internacional
| Juegos Olímpicos    | Juegos Olímpicos             | Juegos Olímpicos  | Juegos Olímpicos |
| Año                 | Lugar                        | Medalla           | Categoría        |
| ------------------- | ---------------------------- | ----------------- | ---------------- |
| 2012                | Londres (Reino Unido)        | Medalla de bronce | +80 kg           |
| Juegos Asiáticos    |                              |                   |                  |
| Año                 | Lugar                        | Medalla           | Categoría        |
| 2006                | Doha (Catar)                 | Medalla de bronce | +84 kg           |
| Campeonato Asiático |                              |                   |                  |
| Año                 | Lugar                        | Medalla           | Categoría        |
| 2008                | Luoyang (China)              | Medalla de oro    | +84 kg           |
| 2012                | Ciudad Ho Chi Minh (Vietnam) | Medalla de plata  | +87 kg           |